# Lissette Álvarez
Lissette Álvarez Chorens (Lima, 10 de marzo de 1947) conocida artísticamente con el nombre de Lissette es una cantautora, música y actriz peruana cubano-estadounidense. Grabó una versión en español del tema Total Eclipse of the Heart (Eclipse total del amor), de Bonnie Tyler, en 1983.

## Biografía
Lissette es cubana, nacida en Lima, Perú en una gira de sus padres, los exitosos cantantes cubanos Olga Chorens y Tony Álvarez. En 1961, Lissette junto a su hermana Olga Álvarez, salió de Cuba en el programa Pedro Pan que ayudaba a trasladar a los niños de Cuba para los Estados Unidos para huir de la Revolución Cubana. El programa Pedro Pan (Peter Pan Program) ayudó a 14,000 niños a salir de Cuba. Sus padres pudieron reunirse con ella y su hermana Olga en 1963 en Miami y después en 1965 Lissette y su familia se trasladaron a Puerto Rico, la tierra que considera su segunda patria.

## Carrera
Fue una de las artistas más destacadas en la década de los años 1960, 1970, 1980 y parte de la década de 1990 junto a otras figuras de la música hispanoamericana como José Feliciano, Raphael, Julio Iglesias y Rocío Jurado, entre otros. Su carrera como cantante inició en Cuba cuando grabó a los 5 años el tema musical "El ratoncito Miguel" junto a sus padres, Olga Chorens y Tony Álvarez. Posteriormente Lissette desarrolló su carrera en Puerto Rico.
Lissette empezó a grabar en 1966 y tiene hoy en su haber 50 discos grabados. En 1985 Lissette fue una de las integrantes del grupo de artistas que formaron parte de Hermanos del Tercer Mundo con la canción Cantaré Cantarás, además, ella tiene entre sus canciones más conocidas "Eclipse total del amor", versión en español de su autoría de un tema cantado en inglés en 1983 por la británica Bonnie Tyler. Es compositora de un centenar de canciones. Otros éxitos discográficos son "Poema 20", "Háblame de él", "Cómo decirte", "Debut y despedida", "Máquina" y "Fuego", entre muchos otros éxitos a través de una larga carrera.
Participó en la película norteamericana "Winter Kills" para la que escribió una canción para una de las escenas. Otras películas fueron "El Derecho de Comer" y  "Todos los Pecados del Mundo" junto a Mauricio Garcés. Participó en una versión en español de "We Are the World" para ayudar financieramente a las víctimas del terremoto de Haití. Lissette ha llevado una carrera exitosa y se mantiene activa en la actualidad.

## Vida personal
Estuvo casada en primeras nupcias con Chucho Avellanet. Su esposo actual es el cantautor Willy Chirino con quien tiene tres hijos: Nicole, Alana, y Gianfranco. Residen en Miami.

## Discografía
- Lissette (1966)
- Poema 20, vol. 2 (1966)
- Entre las flores (1967)
- Dedicado al amor (1967)
- Ronda navideña (con La Tuna Universitaria de Puerto Rico) (1968)
- Mis primeros éxitos y... La, la, la (1968)
- Lazos azules y rosas (1968)
- Himno a la vida (1969)
- Yo creo en Dios (1970)
- La estrella máxima de la canción moderna (1969)
- Vivo, creo y sueño (1969)
- La muchacha de los ojos tristes (1971)
- Háblame de él (1971)
- En nombre del amor (1972)
- Palabras, palabras (1972)
- Martes, 2 de la tarde (1973)
- Tú eres esa chica enamorada (1974)
- Lissette (1975)
- Lo voy a dividir (1975)
- Quiéreme (1976)
- Justo yo (1977)
- Yo te amo (1979)
- Sola (1978)
- Lissette (1981)
- La voz del amor (1981)
- Salvaje (1983)
- Caricatura (1984)
- Fuga (1986)
- Maniquí (1987)
- Asuntos de mujer (1989)
- Copacabana (1990)
- 16 grandes éxitos de Lissette (1990)
- Proyecciones (1991)
- Falsedad (1992)
- Navidad (1992)
- Canta lo sentimental (1993)
- El encuentro (1994)
- Oro romántico (1996)
- Amor de luna (1997)
- En vivo (2001)
- Empty room (2002)
- La línea de la vida (2004)
- Eternamente Lissette (2006)
- Mis recuerdos (2007)
- Amarraditos (con Willy Chirino) (2007)
- Tradiciones navideñas (2008)
- Soles (2012)
- Frente a frente (con Ednita Nazario) (2015)